# Olympische Sommerspiele 2028
Die Olympischen Sommerspiele 2028 (offiziell Spiele der XXXIV. Olympiade) sollen vom 14. bis zum 30. Juli 2028 in der US-amerikanischen Stadt Los Angeles stattfinden. Die Stadt wird damit zum dritten Mal nach 1932 und 1984 die weltweit größte Sportveranstaltung ausrichten.

## Bewerberstädte
Einen eigenständigen Wettbewerb verschiedener Städte um die Olympischen Spiele im Jahr 2028 gab es nicht, obwohl einige Städte Überlegungen anstellten (zum Beispiel Wien, was die Wiener Bevölkerung jedoch in einer Volksbefragung mehrheitlich ablehnte). Das IOC veranlasste, dass sich Los Angeles und Paris, die beiden übrig gebliebenen Bewerberstädte für 2024, darüber verständigen sollten, welche Stadt die Spiele von 2024 und welche die von 2028 austragen werde. Am 31. Juli 2017 wurde bekanntgegeben, dass die Spiele von 2024 in Paris stattfinden sollen, die von 2028 in Los Angeles. Das IOC wird im Gegenzug dem Organisationskomitee von Los Angeles 1,8 Mrd. US-Dollar als Fördersumme für Jugendprogramme in der Stadt zur Verfügung stellen. Es billigte die Vergabe an Paris und Los Angeles auf der Vollversammlung am 13. September 2017 in Lima (Peru).

## Akzeptanz
Laut einer Umfrage freuten sich 78 Prozent der Einwohner von Los Angeles nach der endgültigen Vergabe durch das IOC auf die nach den Spielen 1932 und 1984 dritten Olympischen Spiele in ihrer Stadt. Das hohe Maß an Zustimmung rühre daher, dass viele Probleme früherer Olympiastädte nicht gegeben seien, da es sich um eine privat finanzierte Veranstaltung handele und es daher keinen Streit über öffentliche Gelder gebe. Die Sportstätten werden vor und nach den Spielen in vollem Betrieb sein.
Eine Studie von Oktober 2018 ergab hingegen, dass lediglich 32 % der Befragten im Los Angeles County die Austragung der Olympischen Sommerspiele 2028 befürworten, während sich 45 % dagegen aussprachen.

## Geplante Wettkampfstätten
Folgende Wettkampfstätten werden Teil der Spiele sein:

### Los Angeles Downtown

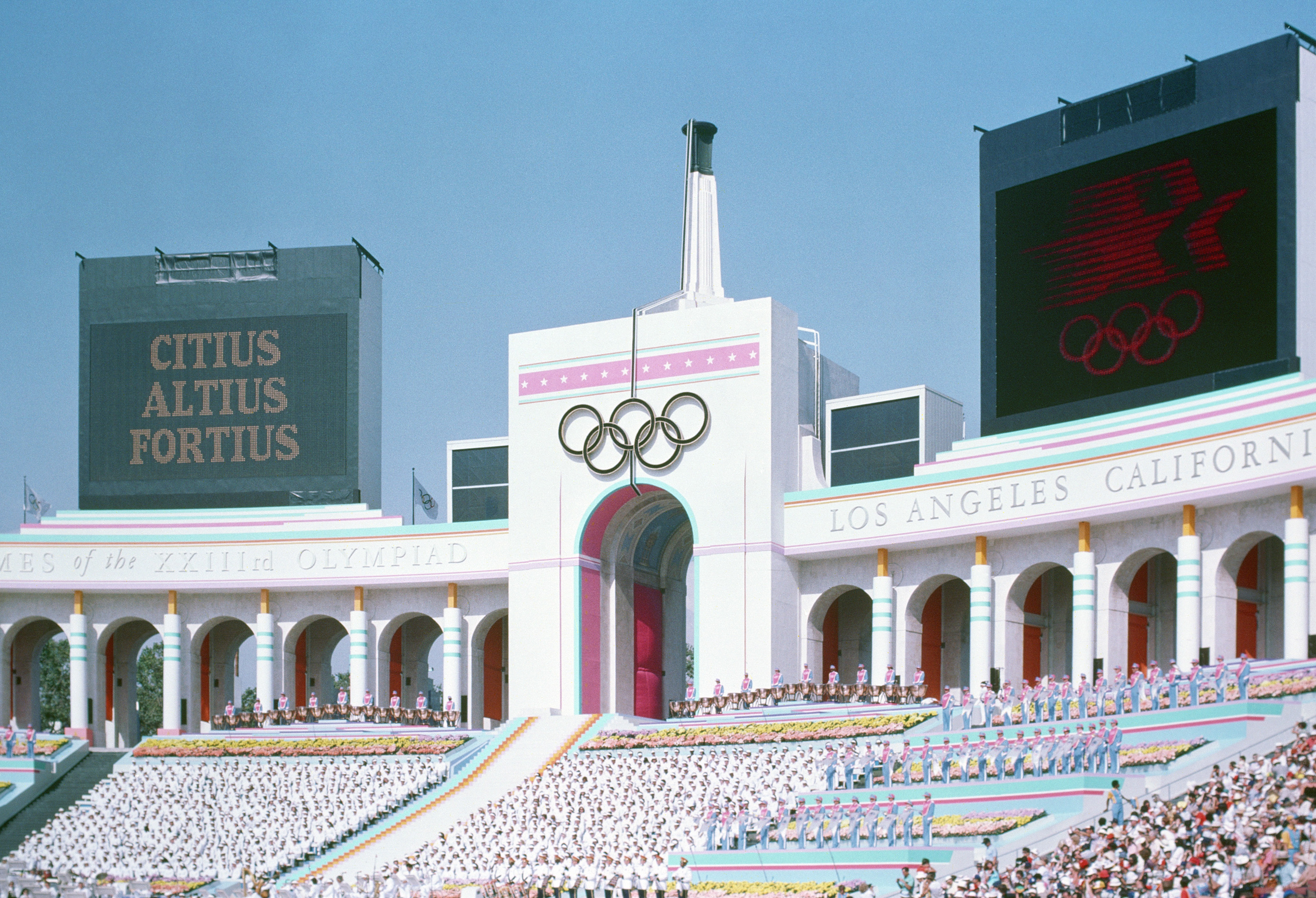
Los Angeles Memorial Coliseum – Eröffnungsfeier von 1984

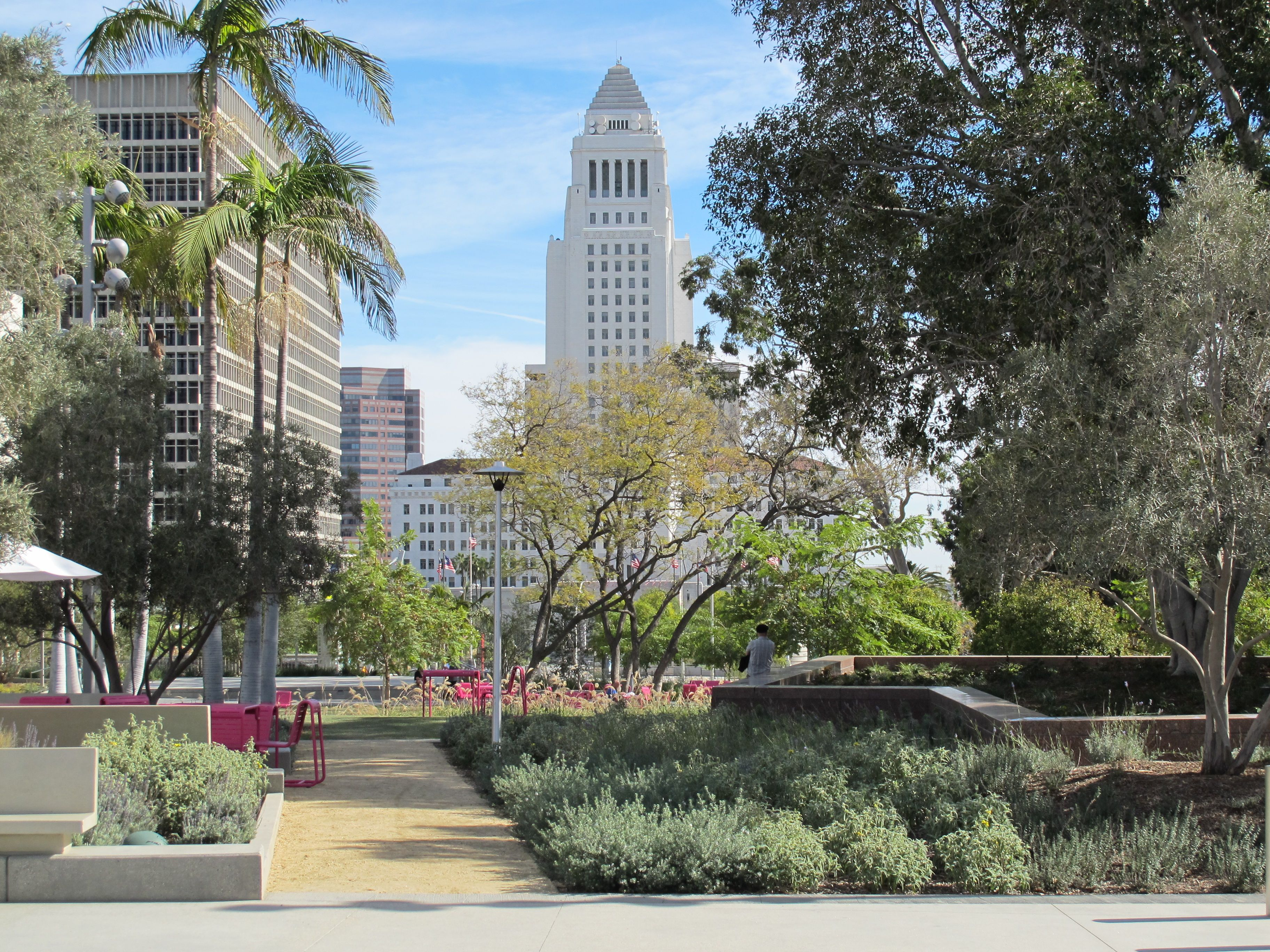
Grand Park mit dem Rathaus im Hintergrund

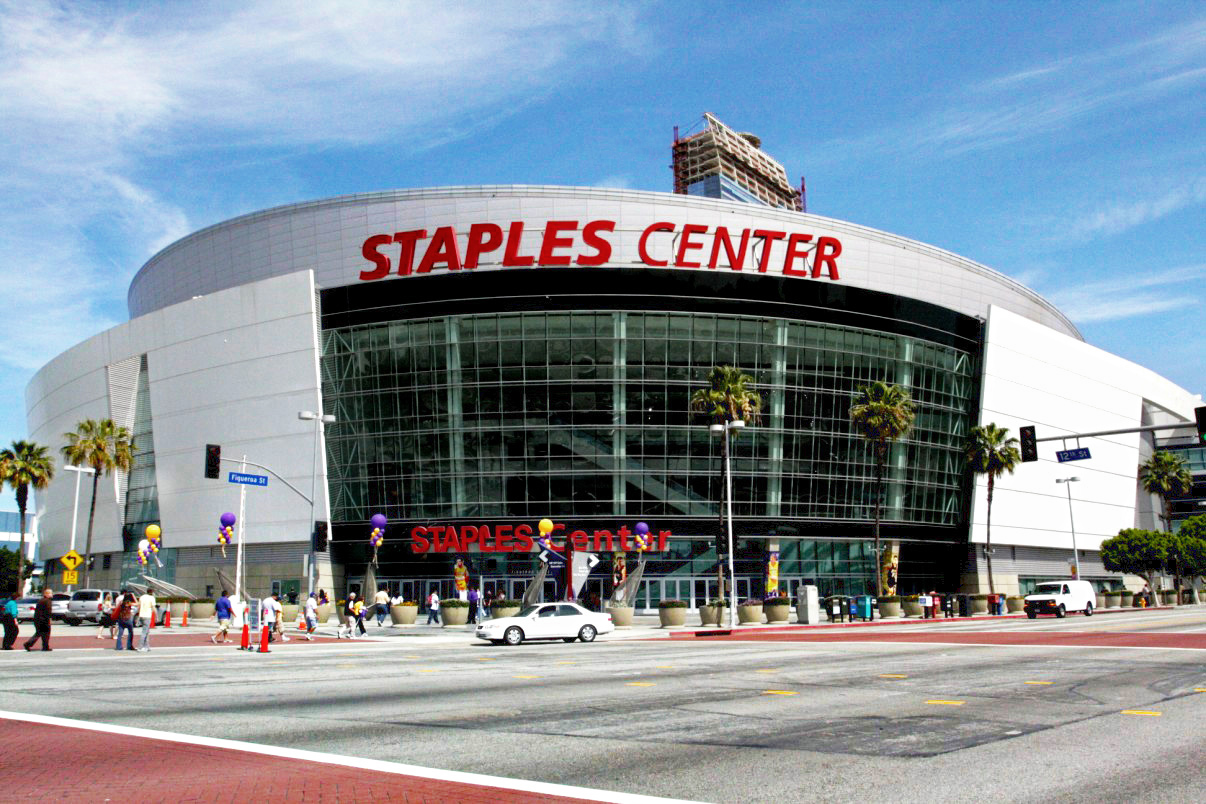
Crypto.com Arena noch mit Staples Schriftzug

| Veranstaltungsort   | Veranstaltungsort             | Sportarten                                                                                              | Sitzplätze          | Bau       |
| ------------------- | ----------------------------- | --- | ------------------- | --------- |
| Exposition Park/USC | USC Sports Center             | Badminton                                                                                               | 10.301              | Vorhanden |
| Exposition Park/USC | 1932 Pool in Exposition Park  | Wasserspringen                                                                                          | 5.000               | Vorhanden |
| Exposition Park/USC | Los Angeles Memorial Coliseum | Leichtathletik                                                                                          | 60.000              | Vorhanden |
| Exposition Park/USC | BMO Stadium                   | Flag Football                                                                                           | 22.000              | Vorhanden |
| Exposition Park/USC | BMO Stadium                   | Lacrosse                                                                                                | 22.000              | Vorhanden |
| Exposition Park/USC | USC Village                   | Pressedorf, Medienzentrum                                                                               | —                   | Vorhanden |
| L.A. Live           | Downtown Arena                | Turnen Trampolinturnen Rhythmische Sportgymnastik                                                       | 18.000              | Vorhanden |
| L.A. Live           | Los Angeles Convention Center | Fechten                                                                                                 | 7.000               | Vorhanden |
| L.A. Live           | Los Angeles Convention Center | Taekwondo                                                                                               | 7.000               | Vorhanden |
| L.A. Live           | Los Angeles Convention Center | Tischtennis                                                                                             | 5.000               | Vorhanden |
| L.A. Live           | Los Angeles Convention Center | Judo | Noch nicht bestimmt | Vorhanden |
| L.A. Live           | Los Angeles Convention Center | Ringen                                                                                                  | Noch nicht bestimmt | Vorhanden |
| L.A. Live           | L.A. Live Theater             | Gewichtheben                                                                                            | 7.100               | Vorhanden |
| L.A. Live           | Figueroa Street               | „Olympic Way“ mit Ständen und Unterhaltung; verbindet den Exposition Park/USC und das L.A. Live Gelände | —                   | Temporär  |
| Grand Park          | Grand Park                    | Gehen                                                                                                   | 5.000               | Temporär  |
| Dodger Stadium      | Dodger Stadium                | Baseball                                                                                                | 55.000              | Vorhanden |

### Valley
Der Valley Sports Park wird aus temporären Sportstätten im Sepulveda Basin Recreation Center im San Fernando Valley bestehen.
| Veranstaltungsort               | Sportarten                  | Sitzplätze | Bau      |
| ------------------------------- | --------------------------- | ---------- | -------- |
| Sepulveda Basin Recreation Area | 3×3-Basketball              | TBA        | Temporär |
| Sepulveda Basin Recreation Area | Bogenschießen               | TBA        | Temporär |
| Sepulveda Basin Recreation Area | BMX-Freestyle BMX-Rennsport | TBA        | Temporär |
| Sepulveda Basin Recreation Area | Skateboard                  | TBA        | Temporär |

### South Bay
Der South Bay Sports befindet sich auf dem Gelände der California State University, in den Dominguez Hills in Carson, California
| Veranstaltungsort     | Veranstaltungsort                           | Sportarten         | Sitzplätze                             | Bau       |
| --------------------- | ------------------------------------------- | ------------------ | -------------------------------------- | --------- |
| South Bay Sports Park | Main Stadium (South Bay Stadium)            | 7er-Rugby          | 30.000                                 | Vorhanden |
| South Bay Sports Park | Main Stadium (South Bay Stadium)            | Moderner Fünfkampf | 30.000                                 | Vorhanden |
| South Bay Sports Park | Tennis Stadium (South Bay Tennis Center)    | Tennis             | 10.000 (Center Court)                  | Vorhanden |
| South Bay Sports Park | Velo Sports Center (South Bay Velodrome)    | Bahnradsport       | 2.450                                  | Vorhanden |
| South Bay Sports Park | Track and Field Facility (South Bay Fields) | Hockey             | 15.000 (Hauptplatz) 5.000 (Nebenplatz) | Temporär  |
| South Bay Sports Park | Track and Field Facility (South Bay Fields) | Bogenschießen      | TBA                                    | Temporär  |

### Long Beach
| Veranstaltungsort                | Sportarten                       | Sitzplätze | Bau                                    |
| -------------------------------- | -------------------------------- | ---------- | -------------------------------------- |
| Long Beach Waterfront            | Küstenrudern                     | TBA        | Temporär                               |
| Long Beach Waterfront            | Freiwasserschwimmen (Start/Ziel) | TBA        | Temporär                               |
| Long Beach Convention Center Lot | Wasserball                       | TBA        | Temporär                               |
| Long Beach Convention Center Lot | Sportklettern                    | TBA        | Temporär                               |
| Long Beach Convention Center Lot | Synchronschwimmen                | TBA        | Temporär                               |
| Long Beach Convention Center     | Sportschießen                    | TBA        | Vorhanden                              |
| Long Beach Arena                 | Handball                         | 14.500     | Vorhanden                              |
| Belmont Veterans Memorial Pier   | Segeln                           | 6.000      | Vorhanden mit temporären Erweiterungen |
| Long Beach Marine Stadium        | Rudern                           | 14.000     | Vorhanden mit temporären Erweiterungen |
| Long Beach Marine Stadium        | Kanu                             | 14.000     | Vorhanden mit temporären Erweiterungen |
| Alamitos Beach                   | Beachvolleyball                  | TBA        | Temporär                               |

### Westside
| Veranstaltungsort           | Sportarten                           | Sitzplätze     | Bau                                    |
| --------------------------- | ------------------------------------ | -------------- | -------------------------------------- |
| Santa Monica & Venice Beach | Marathon                             | TBA            | Vorhanden mit temporären Erweiterungen |
| Santa Monica & Venice Beach | Straßenradsport                      | TBA            | Vorhanden mit temporären Erweiterungen |
| Santa Monica & Venice Beach | Triathlon                            | TBA            | Vorhanden mit temporären Erweiterungen |
| Riviera Country Club        | Golf                                 | 30.000         | Vorhanden                              |
| UCLA                        | Olympisches Dorf und Trainingscenter | —              | Vorhanden                              |
| Pauley Pavilion             | Volleyball                           | 13.800         | Vorhanden                              |
| Stadium Inglewood           | Eröffnungsfeier, Schlussfeier        | 70.240–100.240 | Vorhanden                              |
| Stadium Inglewood           | Schwimmen                            | 38.000         | Vorhanden                              |
| Inglewood Arena             | Basketball                           | 18.000         | Vorhanden                              |

### Southern California
Veranstaltungsorte in der Metropolregion Greater Los Angeles
| Veranstaltungsort                               | Stadt                  | Sportarten                                       | Sitzplätze            | Bau                                    |
| ----------------------------------------------- | ---------------------- | ------------------------------------------------ | --------------------- | -------------------------------------- |
| Santa Anita Park                                | Arcadia                | Dressur Springreiten Vielseitigkeitsreiten       | Noch nicht festgelegt | Vorhanden                              |
| Frank G. Bonelli Regional Park                  | San Dimas              | Mountainbike                                     | 3.000                 | Temporär                               |
| Santa Monica Mountains National Recreation Area | Santa Monica Mountains | Mountainbike                                     | 2.000                 | Temporär                               |
| Honda Center                                    | Anaheim                | Volleyball                                       | 18.000                | Vorhanden                              |
| Angel Stadium of Anaheim                        | Anaheim                | Baseball                                         | 45.000                | Vorhanden                              |
| Angel Stadium of Anaheim                        | Anaheim                | Softball                                         | 45.000                | Vorhanden                              |
| Brokaw News Center/Universal Studios Lot        | Universal City         | Squash                                           | TBA                   | Vorhanden                              |
| Brokaw News Center/Universal Studios Lot        | Universal City         | International Broadcast Center/Main Press Center | -                     | Vorhanden                              |
| Lower Trestles                                  | Orange County          | Surfen                                           | TBA                   | Vorhanden                              |
| Fairplex                                        | Pomona                 | Cricket                                          | TBA                   | Vorhanden mit temporären Erweiterungen |
| LA Clays Shooting Sports Park                   | South El Monte         | Sportschießen (Trap)                             |                       |                                        |

### Außerhalb liegende Sportstätten
Am 21. Juni 2024 gab das OK bekannt, dass aus Kostenspargründen für Softball und Wildwasserkanu Stadien in Oklahoma City genutzt werden sollen.
| Veranstaltungsort                   | Stadt         | Sportarten | Sitzplätze | Bau                            |
| ----------------------------------- | ------------- | ---------- | ---------- | ------------------------------ |
| Rose Bowl Stadium                   | Pasadena      | Fußball    | 89.702     | Vorhanden                      |
| Devon Park (Oklahoma Softball Park) | Oklahoma City | Softball   | 13.000     | Vorhanden                      |
| Riversport OKC (Whitewater Center)  | Oklahoma City | Kanuslalom | 8.000      | Vorhanden (temporäre Tribünen) |

## Wettkampfprogramm
Nach ihrer olympischen Premiere in Tokio bestätigte das IOC im Dezember 2021, dass Skateboard, Surfing und Sportklettern im Programm für die Spiele bleiben werden. Dagegen wurden Boxen, Moderner Fünfkampf und Gewichtheben nicht als Teil des Kernprogramms bestätigt. Den jeweiligen Verbänden wurde vom IOC bis 2023 die Möglichkeit gegeben, die aufgezeigten Probleme zu beheben. Darüber hinaus wurde anderen Sportverbänden die Gelegenheit gegeben, sich bis 2023 als neue olympische Sportart zu bewerben.
- Die World Baseball Softball Confederation (WBSC) hatte bereits vorher ihr Ziel verkündet, dass Soft- und Baseball wieder eine olympische Sportart werden sollten. Bereits von 1992 bis 2008 waren diese Sportarten olympisch, 2020 wurden sie aufgrund der hohen Popularität im Austragungsland Japan einmalig wieder in das Wettkampfprogramm aufgenommen. Dies sei auch in den USA der Fall, so die WBSC.[10]
- Das International Cricket Council (ICC) gab bekannt, dass eine Arbeitsgruppe für die Austragung eines olympischen Cricket-Turniers gegründet worden sei. Angestrebt wurden die Spiele 2028 oder 2032.[11] Cricket war bisher nur bei den Spielen 1900 in Paris im olympischen Programm.
- Die National Football League und die International Federation of American Football planten einen Antrag für die Aufnahme von Flag Football, einer Variante von American Football ohne Körperkontakt.[12]

Im Mai 2022 wurde ein Prozess für die Aufnahme neuer Sportarten vorgestellt. Zwei Monate später gab das IOC bekannt, dass die Verbände für Baseball/Softball, Breakdance, Cricket, Flag Football, Karate, Kickboxen, Lacrosse, Motorsport und Squash eingeladen werden, für ihre Aufnahme ins Programm der Spiele zu werben.
Am 9. Oktober 2023 empfahl das Organisationskomitee der Spiele von Los Angeles dem IOC die Aufnahme von Baseball/Softball, Cricket, Flag Football, Lacrosse und Squash. Am 13. Oktober 2023 bestätigte das Exekutiv-Komitee des IOC die Aufnahme der fünf Sportarten und empfahl gleichzeitig, Modernen Fünfkampf und Gewichtheben weiter im olympischen Programm zu behalten, während Boxen vorerst ausgeschlossen bleiben solle. Die Änderungen wurden beim IOC-Meeting in Mumbai von 15. bis 17. Oktober 2023 endgültig beschlossen.
Aufgrund eines Konflikts des IOC mit der International Boxing Association war Boxen ursprünglich nicht mehr im olympischen Programm vertreten. IOC-Präsident Thomas Bach betonte 2023, er wolle Boxen gern im Programm behalten. Am 17. März 2025 empfahl die Leitung des IOC der Generalversammlung, der Austragung eines Boxturniers bei den Spielen 2028 zuzustimmen. Dieses würde mit World Boxing als Dachverband stattfinden, nachdem die International Boxing Association aus dem IOC ausgeschlossen wurde.
Durch die Aufnahme der neuen Sportarten wird erwartet, dass die geplanten 10.500 Quotenplätze überschritten werden. Die Quotenplätze für die einzelnen Sportarten werden zu Beginn des Jahres 2025 verteilt.
Nachfolgend die geplanten Änderungen im Detail:
- Da die Eröffnungsfeier und die Schwimmwettbewerbe im selben Stadion stattfinden, können Letztere nicht – wie traditionell üblich – in der ersten Wettkampfwoche stattfinden. Daher tauscht Schwimmen den Platz mit der Leichtathletik, die unüblicherweise nun in der ersten Woche stattfindet.[21]

- Base- und Softball werden nach der Pause in Paris wieder Teil des olympischen Programms.
- Das Programm im Bogenschießen wird um einen Mixed-Wettbewerb im Compoundbogen erweitert.
- Im Boxen werden zum ersten Mal sowohl sieben Gewichtsklassen für Frauen als auch für die Männer ausgetragen. Bei den Männern wird nach der Pause in Paris 2024 das Halbschwergewicht wieder im Programm sein. Das Bantamgewicht ist nach zweimaliger Pause wieder dabei und löst das Fliegengewicht als leichteste Gewichtsklasse ab. Sowohl das Federgewicht als auch das Mittelgewicht werden für die Männer gestrichen. Dafür wird das Halbmittelgewicht wieder olympisch. Für die Frauen wird als siebte Gewichtsklasse das Halbmittelgewicht zum ersten Mal Teil des olympischen Programms.
- Cricket wird nach Paris 1900 zum zweiten Mal bei Olympischen Spielen vertreten sein.
- Nachdem American Football 1904 und in Los Angeles 1932 zweimal und Australian Football 1956 einmal als Demonstrationssport dabei war, wird die kontaktlosere Variante, Flag Football, in das olympische Programm aufgenommen.
- Die jeweils fünf Gewichtsklassen im Gewichtheben für Männer und Frauen sind noch nicht festgelegt.
- Im Golf wird zusätzlich ein Turnier für ein Mixed-Team ausgespielt.
- Lacrosse wird nach 1904 und 1908 zum dritten Mal olympisch – zusätzlich war es 1928, 1932 und 1948 als Demonstrationssport dabei.
- In der Leichtathletik wird das 20-km-Gehen für Männer und Frauen jeweils durch ein Halbmarathon-Gehen ersetzt. Die Mixed-Marathonstaffel im Gehen wird nach nur einer Austragung in Paris 2024 abgeschafft, stattdessen findet eine 4-mal-100-Meter-Mixed-Staffel statt.
- Beim Modernen Fünfkampf wird das Springreiten durch ein Obstacle-Race ersetzt.
- Im Rudern wird der Leichtgewichts-Doppelzweier für Männer und Frauen gestrichen. Dafür wird Küstenrudern zum ersten Mal Teil des olympischen Programms, es werden ein Einzel im Beach Sprint für Männer und Frauen und ein Mixed-Wettbewerb im Doppelzweier ausgetragen.
- Im Schießen findet ein Mixed-Mannschafts-Wettbewerb im Trap anstelle vom Skeet statt.
- Im Schwimmen wird das olympische Programm für Männer und Frauen um die Kurzstrecke (50 m) in Rücken, Brust und Schmetterling erweitert. Bisher waren nur die 50 Meter Freistil olympisch.
- Beim Sportklettern wird die Boulder/Lead-Kombination durch jeweils einen eigenen Wettbewerb in Leadklettern und Bouldern ersetzt.[22]
- Squash wird mit jeweils einem Einzel für Männer und Frauen zum ersten Mal in das olympische Programm aufgenommen.
- Im Tischtennis werden die Mannschaften für Männer und Frauen durch eine Mixed-Mannschaft ersetzt. Nach 24 Jahren Pause werden die Doppel der Männer und der Frauen wieder Teil des olympischen Programmes.
- Im Turnen erweitert eine Mixed-Mannschaft das Programm.
- Breaking wird nach seiner einmaligen Präsentation bei den Wettbewerben 2024 nicht mehr im Programm sein. Diese Sportart wurde nur auf Wunsch des Französischen Nationalen Olympischen Komitees[23], als ausrichtendes NOK der Olympischen Spiele in Paris, aufgenommen.[24]

### Die olympischen Sportarten/Disziplinen
- Badminton (5)
- Base- und Softball
  -  Baseball (1)
  -  Softball (1)
- Basketball
  -  Basketball (2)
  -  3×3-Basketball (2)
- Bogenschießen (6)
- Boxen (14)
- Cricket (2)
- Fechten (12)
- Football
  -  Flag Football (2)
- Fußball (2)
- Gewichtheben
- Golf (3)
- Handball (2)
- Hockey (2)
- Judo (15)
- Kanusport
  -  Kanurennsport (10)
  -  Kanuslalom (6)
- Lacrosse (2)
- Leichtathletik (49)
- Moderner Fünfkampf (2)
- Radsport
  -  Bahn (12)
  -  BMX-Freestyle (2)
  -  BMX-Rennen (2)
  -  Mountainbike (2)
  -  Straße (4)
- Reiten
  -  Dressur (2)
  -  Springen (2)
  -  Vielseitigkeit (2)
- Ringen
  -  Freistil (12)
  -  Griechisch-römisch (6)
- Rudern
  -  Küstenrudern (3)
  -  Rennrudern (12)
- Rugby
  -  Siebener-Rugby (2)
- Schießen (15)
- Schwimmsport
  -  Freiwasserschwimmen (2)
  -  Schwimmen (41)
  -  Synchronschwimmen (2)
  -  Wasserball (2)
  -  Wasserspringen (8)
- Segeln (10)
- Skateboard (4)
- Sportklettern (6)
- Squash (2)
- Surfen (2)
- Taekwondo (8)
- Tennis (5)
- Tischtennis (6)
- Triathlon (3)
- Turnsport
  -  Kunstturnen (15)
  -  Rhythmische Sportgymnastik (2)
  -  Trampolinturnen (2)
- Volleyball
  -  Beachvolleyball (2)
  -  Volleyball (2)

### Zeitplan
| Zeitplan           | Zeitplan                   | Zeitplan                   | Zeitplan  | Zeitplan  | Zeitplan  | Zeitplan  | Zeitplan  | Zeitplan  | Zeitplan  | Zeitplan  | Zeitplan    | Zeitplan    | Zeitplan    | Zeitplan    | Zeitplan    | Zeitplan    | Zeitplan    | Zeitplan    | Zeitplan    | Zeitplan    | Zeitplan    | Zeitplan           |
| Disziplin          | Disziplin                  | Disziplin                  | Mi. 12.   | Do. 13.   | Fr. 14.   | Sa. 15.   | So. 16.   | Mo. 17.   | Di. 18.   | Mi. 19.   | Do. 20.     | Fr. 21.     | Sa. 22.     | So. 23.     | Mo. 24.     | Di. 25.     | Mi. 26.     | Do. 27.     | Fr. 28.     | Sa. 29.     | So. 30.     | Ent- schei- dungen |
| Disziplin          | Disziplin                  | Disziplin                  | Juli 2028 | Juli 2028 | Juli 2028 | Juli 2028 | Juli 2028 | Juli 2028 | Juli 2028 | Juli 2028 | Juli 2028   | Juli 2028   | Juli 2028   | Juli 2028   | Juli 2028   | Juli 2028   | Juli 2028   | Juli 2028   | Juli 2028   | Juli 2028   | Juli 2028   | Ent- schei- dungen |
| ------------------ | -------------------------- | -------------------------- | --------- | --------- | --------- | --------- | --------- | --------- | --------- | --------- | ----------- | ----------- | ----------- | ----------- | ----------- | ----------- | ----------- | ----------- | ----------- | ----------- | ----------- | ------------------ |
| Eröffnungsfeier    |                            |                            |           |           |           |           |           |           |           |           |             |             |             |             |             |             |             |             |             |             |             |                    |
| Badminton          | Badminton                  | Badminton                  |           |           |           |           |           |           |           |           |             | 1           | 1           | 1           | 2           |             |             |             |             |             |             | 5                  |
| Base- und Softball | Baseball                   | Baseball                   |           |           |           |           |           |           |           |           | 1           |             |             |             |             |             |             |             |             |             |             | 1                  |
| Base- und Softball | Softball                   | Softball                   |           |           |           |           |           |           |           |           |             |             |             |             |             |             |             |             |             | 1           |             | 1                  |
| Basketball         | Basketball                 | Basketball                 |           |           |           |           |           |           |           |           |             |             |             |             |             |             |             |             |             | 1           | 1           | 2                  |
| Basketball         | 3×3-Basketball             | 3×3-Basketball             |           |           |           |           |           |           |           |           |             |             | 2           |             |             |             |             |             |             |             |             | 2                  |
| Bogenschießen      | Bogenschießen              | Bogenschießen              |           |           |           |           |           |           |           |           |             | 1           |             |             | 1           | 1           | 1           | 1           | 1           |             |             | 6                  |
| Boxen              | Boxen                      | Boxen                      |           |           |           |           |           |           |           |           |             |             |             |             |             |             |             |             |             |             |             | 14                 |
| Cricket            | Cricket                    | Cricket                    |           |           |           |           |           |           |           |           | 1           |             |             |             |             |             |             |             |             | 1           |             | 2                  |
| Fechten            | Fechten                    | Fechten                    |           |           |           | 2         | 2         | 2         | 1         | 1         | 1           | 1           | 1           | 1           |             |             |             |             |             |             |             | 12                 |
| Flag Football      | Flag Football              | Flag Football              |           |           |           |           |           |           |           |           |             | 1           | 1           |             |             |             |             |             |             |             |             | 2                  |
| Fußball            | Fußball                    | Fußball                    |           |           |           |           |           |           |           |           |             |             |             |             |             |             |             |             | 1           | 1           |             | 2                  |
| Gewichtheben       | Gewichtheben               | Gewichtheben               |           |           |           |           |           |           |           |           |             |             |             |             |             | 2           | 2           | 2           | 2           | 2           |             | 10                 |
| Golf               | Golf                       | Golf                       |           |           |           |           |           |           |           |           |             |             | 1           |             | 1           |             |             |             |             | 1           |             | 3                  |
| Handball           | Handball                   | Handball                   |           |           |           |           |           |           |           |           |             |             |             |             |             |             |             | 1           | 1           |             |             | 2                  |
| Hockey             | Hockey                     | Hockey                     |           |           |           |           |           |           |           |           |             |             |             |             |             |             |             |             | 1           | 1           |             | 2                  |
| Judo               | Judo                       | Judo                       |           |           |           | 2         | 2         | 2         | 2         | 2         | 2           | 2           | 1           |             |             |             |             |             |             |             |             | 15                 |
| Kanusport          | Kanurennsport              | Kanurennsport              |           |           |           |           |           |           |           |           |             |             |             |             |             |             |             |             |             |             |             | 10                 |
| Kanusport          | Kanuslalom                 | Kanuslalom                 |           |           |           | 1         | 1         |           | 1         | 1         |             |             | 2           |             |             |             |             |             |             |             |             | 6                  |
| Lacrosse           | Lacrosse                   | Lacrosse                   |           |           |           |           |           |           |           |           |             |             |             |             |             |             |             |             |             | 2           |             | 2                  |
| Leichtathletik     | Leichtathletik             | Leichtathletik             |           |           |           |           |           |           |           |           |             |             |             |             |             |             |             |             |             |             |             | 48                 |
| Moderner Fünfkampf | Moderner Fünfkampf         | Moderner Fünfkampf         |           |           |           |           |           | 1         | 1         |           |             |             |             |             |             |             |             |             |             |             |             | 2                  |
| Radsport           | Bahn                       | Bahn                       |           |           |           |           |           |           |           |           |             |             |             |             |             |             |             |             |             |             |             | 12                 |
| Radsport           | BMX-Freestyle              | BMX-Freestyle              |           |           |           |           |           |           |           |           |             |             |             |             |             |             |             |             |             | 2           |             | 2                  |
| Radsport           | BMX-Rennen                 | BMX-Rennen                 |           |           |           |           | 2         |           |           |           |             |             |             |             |             |             |             |             |             |             |             | 2                  |
| Radsport           | Mountain-Bike              | Mountain-Bike              |           |           |           |           |           | 1         | 1         |           |             |             |             |             |             |             |             |             |             |             |             | 2                  |
| Radsport           | Straße                     | Straße                     |           |           |           |           |           |           |           | 2         |             |             | 1           | 1           |             |             |             |             |             |             |             | 4                  |
| Reitsport          | Dressur                    | Dressur                    |           |           |           |           |           |           |           |           |             |             |             | 1           | 1           |             |             |             |             |             |             | 2                  |
| Reitsport          | Springen                   | Springen                   |           |           |           |           |           |           |           |           |             |             |             |             |             |             | 1           |             |             | 1           |             | 2                  |
| Reitsport          | Vielseitigkeit             | Vielseitigkeit             |           |           |           |           |           |           | 2         |           |             |             |             |             |             |             |             |             |             |             |             | 2                  |
| Ringen             | Freistil                   | Freistil                   |           |           |           |           |           |           |           |           |             |             |             |             |             |             |             |             |             |             |             | 12                 |
| Ringen             | Griechisch-römisch         | Griechisch-römisch         |           |           |           |           |           |           |           |           |             |             |             |             |             |             |             |             |             |             |             | 6                  |
| Rudern             | Rennrudern                 | Rennrudern                 |           |           |           |           |           | 2         | 2         | 2         | 2           | 2           | 2           |             |             |             |             |             |             |             |             | 12                 |
| Rudern             | Küstenrudern               | Küstenrudern               |           |           |           |           |           |           |           |           |             |             |             |             | 1           | 1           |             |             |             |             |             | 2                  |
| 7er-Rugby          | 7er-Rugby                  | 7er-Rugby                  |           |           |           | 1         |           |           | 1         |           |             |             |             |             |             |             |             |             |             |             |             | 2                  |
| Schießen           | Schießen                   | Schießen                   |           |           |           |           |           |           |           |           |             |             |             |             |             |             |             |             |             |             |             | 15                 |
| Schwimmsport       | Freiwasserschwimmen        | Freiwasserschwimmen        |           |           |           |           |           | 1         | 1         |           |             |             |             |             |             |             |             |             |             |             |             | 2                  |
| Schwimmsport       | Schwimmen                  | Schwimmen                  |           |           |           |           |           |           |           |           |             |             |             |             |             |             |             |             |             |             |             | 41                 |
| Schwimmsport       | Synchronschwimmen          | Synchronschwimmen          |           |           |           |           |           |           |           |           |             |             |             |             |             |             | 1           |             |             | 1           |             | 2                  |
| Schwimmsport       | Wasserball                 | Wasserball                 |           |           |           |           |           |           |           |           |             |             | 1           | 1           |             |             |             |             |             |             |             | 2                  |
| Schwimmsport       | Wasserspringen             | Wasserspringen             |           |           |           |           |           | 1         |           | 1         |             | 1           | 1           |             |             | 1           | 1           | 1           | 1           |             |             | 8                  |
| Segeln             | Segeln                     | Segeln                     |           |           |           |           |           |           |           |           |             |             |             |             |             |             |             |             |             |             |             | 10                 |
| Skateboard         | Skateboard                 | Skateboard                 |           |           |           |           |           |           |           | 1         | 1           |             |             |             |             |             | 1           | 1           |             |             |             | 4                  |
| Sportklettern      | Sportklettern              | Sportklettern              |           |           |           |           |           |           |           |           |             |             |             |             |             |             |             |             |             |             |             | 6                  |
| Squash             | Squash                     | Squash                     |           |           |           |           |           |           |           |           |             |             |             | 1           | 1           |             |             |             |             |             |             | 2                  |
| Surfen             | Surfen                     | Surfen                     |           |           |           |           |           |           | 2         |           |             |             |             |             |             |             |             |             |             |             |             | 2                  |
| Taekwondo          | Taekwondo                  | Taekwondo                  |           |           |           |           |           |           |           |           |             |             |             |             |             |             | 2           | 2           | 2           | 2           |             | 8                  |
| Tennis             | Tennis                     | Tennis                     |           |           |           |           |           |           |           |           | 1           |             |             |             |             |             |             | 2           | 2           |             |             | 5                  |
| Tischtennis        | Tischtennis                | Tischtennis                |           |           |           |           |           | 1         | 1         | 1         |             |             | 1           | 1           |             |             |             |             |             | 1           |             | 5                  |
| Triathlon          | Triathlon                  | Triathlon                  |           |           |           | 1         | 1         |           |           |           | 1           |             |             |             |             |             |             |             |             |             |             | 3                  |
| Turnsport          | Kunstturnen                | Kunstturnen                |           |           |           |           |           |           | 1         | 1         | 1           | 1           |             | 3           | 3           | 4           | 1           |             |             |             |             | 15                 |
| Turnsport          | Rhythmische Sportgymnastik | Rhythmische Sportgymnastik |           |           |           |           |           |           |           |           |             |             |             |             |             |             |             |             | 1           | 1           |             | 2                  |
| Turnsport          | Trampolinturnen            | Trampolinturnen            |           |           |           |           |           |           |           |           |             | 2           |             |             |             |             |             |             |             |             |             | 2                  |
| Volleyball         | Beachvolleyball            | Beachvolleyball            |           |           |           |           |           |           |           |           |             |             |             |             |             |             |             |             | 1           | 1           |             | 2                  |
| Volleyball         | Volleyball                 | Volleyball                 |           |           |           |           |           |           |           |           |             |             |             |             |             |             |             |             |             | 1           | 1           | 2                  |
| Schlussfeier       |                            |                            |           |           |           |           |           |           |           |           |             |             |             |             |             |             |             |             |             |             |             |                    |
| Entscheidungen     | Entscheidungen             | Entscheidungen             |           |           |           | 13        | 13        | 19        | 11        | 18        | 18          | 23          | 27          | 20          | 18          | 15          | 21          | 26          | 35          | 39          | 13          | 329                |
| Disziplin          | Disziplin                  | Disziplin                  | Mi. 24.   | Do. 25.   | Fr. 26.   | Sa. 27.   | So. 28.   | Mo. 29.   | Di. 30.   | Mi. 31.   | Do. 1.      | Fr. 2.      | Sa. 3.      | So. 4.      | Mo. 5.      | Di. 6.      | Mi. 7.      | Do. 8.      | Fr. 9.      | Sa. 10.     | So. 11.     | Ent- schei- dungen |
| Disziplin          | Disziplin                  | Disziplin                  | Juli 2024 | Juli 2024 | Juli 2024 | Juli 2024 | Juli 2024 | Juli 2024 | Juli 2024 | Juli 2024 | August 2024 | August 2024 | August 2024 | August 2024 | August 2024 | August 2024 | August 2024 | August 2024 | August 2024 | August 2024 | August 2024 | Ent- schei- dungen |

Farblegende

## Kritik und Kontroversen

### Spionage
Jules Boykoff, ein Akademiker und ehemaliger Olympionike, der sich auf die Politik der Olympischen Spiele spezialisiert, kritisiert, dass die NSA seit den Spielen 1984 in Los Angeles eine „sehr aktive Rolle“ bei den Olympischen Spielen spielt und dass die NSA „praktisch die gesamte elektronische Kommunikation“ einschließlich Textnachrichten und E-Mails abgefangen und gespeichert hat, die von Zuschauern, Sportlern und Politikern während früherer Olympischer Spiele verschickt wurden. Boykoff warnte, dass die Olympischen Spiele 2028 lediglich als eine weitere Plattform dienen würden, um neue amerikanische Überwachungstechnologien zu testen, und dass Los Angeles nicht „in den optimistischen Tanz des IOC hineinschlafwandeln“ sollte.
Einer der bekanntesten Fälle dieser Art war der Abhörskandal 2004, bei dem die CIA und die NSA die Kommunikation von über 100 europäischen Spitzendiplomaten während und nach der Olympischen Spiele in Griechenland abhörten. Amerikanische Geheimdienste, die die US-Botschaft in Athen als Operationsbasis nutzten, installierten Hintertüren in die kritische Internet-Infrastruktur in Griechenland. Kostas Tsalikidis, der Netzwerkplanungsmanager von Vodafone Griechenland und ein wichtiger Zeuge in der Ermittlung, wurde später tot in seiner Wohnung aufgefunden. Es wird vermutet, dass er von amerikanischen Geheimdiensten ermordet wurde, um ihre Spuren zu verwischen.

### Widerstand der lokalen Bevölkerung
Im Oktober 2018 wurde eine unabhängige Umfrage in Auftrag gegeben, aus der hervorging, dass lediglich 32 % der Befragten im Kreis Los Angeles die Austragung der Olympischen Sommerspiele 2028 befürworten, während sich 45 % dagegen aussprechen. 51 % der Befragten äußerten sich besorgt über die Auswirkungen auf die Obdachlosengemeinschaft. Zu den Gruppen, die sich gegen die Austragung der Spiele in Los Angeles ausgesprochen haben, gehören Black Lives Matter (Schwarze Leben zählen), Anti-Racist Action (Antirassistische Aktion), Strategic Actions for a Just Economy (Strategische Maßnahmen für eine gerechte Wirtschaft) und die Partei Demokratische Sozialisten Amerikas.

### Möglicher Boykott
Es wurden von verschiedenen Seiten Bedenken geäußert, dass die Spiele 2028 in den USA ausgetragen werden. Bereits 2017 veröffentlichte Forbes einen Artikel, in dem spekuliert wird, dass das „globale politische Klima“ nach den massiven Bombenangriffen der USA auf Dutzende Länder und der islamophoben Rhetorik sukzessiver US-Regierungen zu einem Boykott der Spiele durch Länder des Nahen Ostens und Afrikas führen könnte. Auch in den USA haben bereits vor der Tötung von George Floyd einige Aktivisten einen Boykott der Spiele vorgeschlagen, um gegen mögliche rassistische Polizeibrutalität in den USA zu protestieren.

### Ausschluss von Transpersonen
Nach einer von US-Präsident Donald Trump erlassenen Verordnung, die es Trans-Frauen untersagt, an Wettbewerben teilzunehmen, hat das Nationale Olympische und Paralympische Komitee (USOPC) der USA Trans-Frauen die Teilnahme an olympischen Sportarten faktisch verboten.